# Маршалл, Гай Анструтер Нокс
Гай Анструтер Нокс Маршалл (англ. Guy Anstruther Knox Marshall; 20 декабря 1871, Амритсар — 8 апреля 1959, Лондон) — член Лондонского королевского общества (1923), британский энтомолог индийского происхождения, получивший известность благодаря своим исследованиям жуков-долгоносиков.
Один из учредителей энтомологических журналов «Bulletin of Entomological Research» и «Review of Applied Entomology» (1913).

## Биография
Родился 20 декабря 1871 года в Амритсаре, северо-западная Индия. Маршалл был младшим из трёх детей в семье полковника Чарльза Генри Тилсона Маршалла (1841—1927), окружного судьи, и Лоры Фрэнсис Поллок (1846—1912), дочери Фредерика Поллока, 1-го баронета`и главного судьи (барона) казначейства. Отец Гая и его дядя, генерал-майор Джордж Фредерик Лейчестер Маршал (1843—1934) были натуралистами, написавшими книги о птицах и бабочках Индии, Бирмы и Цейлона.

## Память
Маршалл получил множество наград — он был избран в Royal Society (1923), American Academy of Arts and Sciences, Royal Entomological Society of London, Royal Society of New Zealand, Indian Institute of Science, Royal Belgian Entomological Society и Русское энтомологическое общество. Он был награждён l’Ordre de la Couronne от правительства Бельгии, британским орденом Order of St Michael and St George (Кавалер, CMG) в 1920 году, рыцарским званием в 1930 году, а после выхода на пенсию в 1942 году Орденом Святых Михаила и Георгия (Рыцарь-Командор, KCMG).
Идентификационная работа Маршалла в институте привела к его обширным познаниям в систематике насекомых. Его специализация на жуках-долгоносиках Curculionidae была вызвана скорее случайно, чем преднамеренно, поскольку они были единственной группой, уцелевшей после поездки в Англию в 1896 году. В общей сложности он описал около 2300 новых видов в примерно 200 статьях. После его выхода на пенсию Музей естествознания в Лондоне выделил офисные помещения для его таксономической работы, которой он продолжал заниматься незадолго до своей смерти.
В его честь назван вид африканского карликового хамелеона Rhampholeon marshalli.

## Работы
- Marshall, Guy Anstruther Knox. Coleoptera: Rhynchophora:-Curculionidæ. — London : Taylor and Francis, 1916. — ISBN OCLC 3588180. (volume of The Fauna of British India, Including Ceylon and Burma, ed. A.E. Shipley).
- —— (1948). Entomological Results from the Swedish Expedition 1934 to Burma and British India-Coleoptera: Curculionidae. Novitates Zoologicae. 42 (3): 397–473. Дата обращения: 16 апреля 2020.
- Marshall, Guy Anstruther Knox. The Otiorrhynchine Curculionidae of the tribe Celeuthetini (Col.).. — London : Printed by Order of the Trustees of the British Museum, 1956. — ISBN OCLC 737816.